# Ótvar Pestis
Ótvar Pestis, civil nevén Olasz Patrik (Hódmezővásárhely,) magyar rapper, dalszövegíró és előadó. A 2020-as évek elején vált ismertté a magyar underground hiphop szcénában. Stílusa nyers, őszinte, gyakran a mentális egészséget, vidéki életet és társadalmi kérdéseket tematizáló dalszövegekkel.

## Életrajz
Olasz Patrik Hódmezővásárhelyen született és nevelkedett. Már fiatalkorában is érdeklődött a hiphop kultúra és az önkifejezés iránt. Karrierje kezdetben házilag készített felvételeken és SoundCloud-megjelenéseken alapult. 2023-ben vált országos szinten is ismertté a Alattam című számmal, amelyet Pogány Indulóval közösen készített.
A 2024 áprilisában tartott Fonogram-díjosztáskor Ótvar Pestist nyilvánították ki az év felfedezettjének.

## Művészete
Ótvar Pestis zenei világa a trap, az alternatív hiphop és az emo rap határait ötvözi. Előadásmódja kifejezetten érzelmes, sokszor dühöt, szorongást, vagy kiábrándultságot közvetít. Szövegei nem ritkán tartalmaznak trágár kifejezéseket, ám ezek művészi célt szolgálnak: a valóság nyers, szűretlen bemutatását.

## Fontosabb megjelenések
- Alattam (2023) – Pogány Indulóval közös dal
- J11 (2024) – Pogány Indulóval közös dal (Pogány Induló csatornáján)
- Élet (2024) –  Egyéni kislemez, személyes hangvétellel
- TÚLÓRA (2024, EP) – Kollaborációk FRANKO-val és ONE-AB-vel
- BRAT (2025) – Új irányt mutató kislemez

## Online jelenlét
- YouTube csatorna
- Spotify profil
- SoundCloud
- Instagram

## Elismerések
- Az év felfedezettje (Fonogram, 2024)